# Laura Ahtime
Laura Marie-Thérèse Ahtime est une statisticienne seychelloise, elle est directrice générale du Bureau national des statistiques des Seychelles.

## Carrière
Ahtime a rejoint le bureau avant d'obtenir un diplôme universitaire, et après y avoir travaillé pendant environ trois ans, elle est allée à l'université du Botswana, où elle a étudié les statistiques pendant quatre ans. Plus tard, elle a obtenu une maîtrise en économie du développement quantitatif à l'université de Warwick, grâce au soutien d'une bourse Chevening (en). De retour au Bureau national des statistiques des Seychelles après ses études, elle a finalement été promue au poste de directrice générale,, puis au poste de cheffe de la direction en 2010. Elle est devenue la première femme chef de la direction du bureau, même bien que, dans l'ensemble, le bureau soit "très largement dominé par les femmes". 
Sous la direction d'Ahtime, les Seychelles, qui ces dernières années ne considéraient pas les statistiques comme importantes, ont fait un usage beaucoup plus important du travail du bureau, des organes gouvernementaux et des journaux, et dans les relations internationales. Ahtime a poussé les Seychelles à faire partie du Système général de diffusion des données du Fonds monétaire international et à souscrire au Standard spécial de diffusion des données du Fonds monétaire international. Elle a également publié le premier atlas de population et de recensement des Seychelles et surveille le nombre de touristes visitant les Seychelles. 
Ahtime est membre élue de l'Institut international de statistique.